# Empedrado, Chile
Empedrado este un târg și comună din provincia Talca, regiunea Maule, Chile, cu o populație de 4.253 locuitori (2012) și o suprafață de 564,9 km2.